# Trup
Auxis rochei rochei je podvrsta tunov iz družine Scombridae, ki poseljuje tropske vode svetovnih oceanov.
Vrsta zraste do 50 cm v dolžino in je značilna pelaška vrsta rib roparic, ki se prehranjujejo z drugimi ribjimi vrstami, pa tudi z lignji, ribjim zarodom ter pelaškimi raki.
Hrbet teh rib je modro-črne barve boki in trebuh pa so srebrni. Na zadnjem delu bokov ima cikcakaste temno-svetle vzorce. Plavuti so temno sive barve. Prednja hrbtna plavut je trikotne oblike in se jasno loči od druge hrbtne plavuti. Prsne in zadnja hrbtna ter predrepna plavut so relativno majhne, pred repno plavutjo pa ima tudi ta vrsta niz manjših trnastih izrastkov na zgornji in spodnji strani telesa.